# میدستون
latitudeمیدستونlongitudeمیدستون
مِـیدستون (به انگلیسی: Maidstone) شهری در منطقهٔ کنت کشور انگلستان است که این کشور خود بخشی از بریتانیا محسوب می‌شود. این شهر در سال ۱۹۹۱ میلادی ۹۰٫۸۷۸ نفر جمعیت داشته و در سرشماری سال ۲۰۰۱ جمعیت آن به ۸۹٫۶۸۴ نفر رسیده‌است. میزان رشد سالانهٔ جمعیت میدستون ‎۰٫۱۷ درصد می‌باشد و جمعیت این شهر در سال ۲۰۱۲ به ۹۱٫۳۴۸ نفر تغییر یافت.